# Montserrat Comas i Güell
Montserrat Comas i Güell, va néixer a Barcelona l'any 1954 i viu a Vilanova i la Geltrú. És historiadora i bibliotecària i, des de l'any 1987 fins al mes de febrer de 2019, directora de la Biblioteca Museu Víctor Balaguer a Vilanova i la Geltrú.

## Biografia[calcitació]
Es va llicenciar en Filologia Hispànica i va obtenir la diplomatura en Biblioteconomia i Documentació a la Universitat de Barcelona i es va doctorar, en Història comparada, política i social, a la Universitat Autònoma de Barcelona.
A més del treball propi de catalogació i conservació del fons bibliogràfic i documental de la Biblioteca Víctor Balaguer, per posar-lo a l'abast dels investigadors i estudiosos, promou i organitza conferències, seminaris i exposicions per donar a conèixer i impulsar la figura de Víctor Balaguer i del seu entorn. En aquest àmbit cal destacar: En aquest àmbit cal destacar: l'Exposició (1989) i Catàleg d'Americanos-Indianos arquitectura i urbanisme al Garraf, Penedès i Tarragonès (Baix Gaià), segles XVIII-XX (1990; 1998); "Col·loqui sobre el romanticisme a Catalunya" (febrer 1995) i l'edició amb Manuel Jorba i Antònia Tayadella de les Actes del Col·loqui sobre el Romanticisme (1997); la preparació i coordinació de l'exposició «Recordant l' Havana xica» (1998) i de l'edició del llibre: Ultramar: política de Víctor Balaguer i progrés per a Vilanova i la Geltrú, (2000); de l'Exposició i Catàleg d'Enric C. Ricart. De la pintura al gravat (1993) de la qual fou comissària Ma. Lluïsa Borràs; del "Seminari sobre Víctor Balaguer" (2001) i editora de Víctor Balaguer i el seu temps (2004), La Itàlia de Víctor Balaguer (2004); Arran del bicentenari del naixement del poeta Manuel de Cabanyes (1808 – 1833) el 2008 va coordinar la publicació de l'edició facsímil de Preludios de mi Lira i de Manuel
de Cabanyes i el romanticisme català (2009). Amb motiu del centenari de la mort de l'impressor i bibliotecari Joan Oliva va coeditar amb Víctor Oliva Llum entre ombres. 6 biblioteques singulars a la Catalunya contemporània (2011).
Va impulsar el "Seminari sobre la traducció
a Catalunya" a Vilanova i la Geltrú (1992-2010). Ha format part de la comissió organitzadora d'«Historia, política, literatura. A 150 anys de la Historia de Cataluña y de la Corona de Aragón de Víctor Balaguer. Jornades Internacionals» (2014) en col·laboració amb les Universitats de Barcelona, Lleida i Vic i l'Ateneu Barcelonès.
A partir de 2012 arran del lliurement de la biblioteca i arxiu personal de Joaquim Molas i Batllori a la Biblioteca Museu Balaguer, es va constituir l'Aula Joaquim Molas (AJM) amb la
participació de la Universitat de Barcelona, Universitat Autònoma de Barcelona i Universitat Oberta de Catalunya de la qual és la directora executiva. L'AJM organitza anualment la Conferència de l'Aula Joaquim Molas dedicada als estudis de literatura i cultura catalanes
contemporànies.
És autora dels catàlegs de l'Epistolari de Víctor Balaguer (entre 1842 i 1882) i del bibliotecari i editor Joan Oliva Milà (1882 – 1911). Ha publicat nombrosos articles a revistes Els Marges, CLIJ,
Revista de Catalunya, Serra d'Or, L'Avenç.
Entre els anys 2005 i 2008 va ser vice-presidenta d'Espais Escrits de la Xarxa del Patrimoni Literari Català, des d'on va col·laborar en la creació del Mapa Literari Català (MLC). Va coordinar el «Seminari de Patrimoni Literari i Territori» i l'edició de Territori Literatura i identitat. La gestió del patrimoni literari a debat (2011). Ha estat Secretària de l'Institut d'Estudis Penedesencs de 2006 a 2011.
L'any 2010 va guanyar el «Premi Ferran Soldevila de Biografies, Memòries i Estudis Històrics», per la seva Tesi
La impremta catalana i els seus protagonistes a l'inici de la societat liberal (1800-1833), dirigida per Borja de Riquer, i en la qual l'autora, en dues parts, analitza primer el món de la impremta en una època marcada pels canvis econòmics i, alhora, pel descobriment generalitzat del poder d'expressió escrita en un període en el qual neixen noves formes de publicació que s'han de situar en un context de política repressora que porta cap al creixement de les
publicacions clandestines; i dedica una segona part a un exhaustiu repertori dels protagonistes catalans de la impremta d'aquest període, sent una valuosa eina de treball per als estudiosos del llibre .

## Obres

### Llibres
- Americanos-Indianos: l'altra cara del Garraf. Presentació:Consell Comarcal del Garraf, Vilanova i la Geltrú, 1997.[1]
- Lectura i biblioteques populars a Catalunya: 1793-1914. Editorial Curial/Publicacions de l'Abadia de Montserrat, B, 2001. ISBN 8484153215.
- La lectura en el siglo XIX, redención y negocio, dins La Memoria de los libros.Estudios sobre la historia del escrito y de la lectura en Europa y América. Tomo II. Pedro M. Cátedra& María Luisa López-Vidriero (dir.). IHLL. Salamanca,2004.Pp-65-83. ISBN 8493350443.
- Bibliotecàries, dins Catalanes del segle XX.CA. Godayol, Pilar (ed.) (2006). ISBN 8497661931
- La Biblioteca Museu Balaguer. Un projecte nacional català. Publ. Abadia de Montserrat, B, 2007. ISBN 8484158829.
- La lectura: nous públics, noves maneres de llegir, noves estratègies, dins de L'exaltació del llibre al Vuitcents: art, indústria i consum a Barcelona. Pilar Vélez (coord.), Biblioteca de Catalunya, B, 2008. ISBN 9788478450282.
- Víctor Balaguer i la identitat col·lectiva. Afers C.B. Editorial, Catarroja, 2008. ISBN 978-84-95916-98-3.
- Teresa Basora Sugranyes (1922-98). Ajuntament de Vilanova, 2008. Col·lecció Retrats, 36. Dipòsit legal: B-19706-2008.
- Biblioteques en temps de guerra, el front cultural a la rereguarda. El Penedès (1936 – 1939). Llibres de Matrícula, Calafell, 2008. ISBN 9788493552251.
- Llum entre ombres: 6 biblioteques a la Catalunya contemporània: Biblioteca del Centre de Lectura de Reus, Biblioteca de l'Ateneu Barcelonès, Biblioteca del Centre Excursionista de Catalunya, Biblioteca Museu Balaguer, Biblioteca Pública Arús, Biblioteca de Catalunya. Biblioteca Museu Víctor Balaguer, Vilanova i la Geltrú 2011. Coord. amb V. Oliva Pascuet. ISBN 9788493653958.
- Víctor Balaguer i Cirera: 1824-1901, dins La nissaga catalana al món clàssic. Auriga, Barcelona, 2011,pp.140-142.ISBN 9788461509928
- La impremta catalana i els seus protagonistes a l'inici de la societat liberal (1800- 1833). Universitat de València, VLC, 2012. ISBN 9788437087825.
- De les Exposicions d'Art del Penedès: Vilafranca del Penedès, 1926. El Vendrell, 1927, Vilanova i la Geltrú, 1929. IEP,,Vilafranca del Penedès,2012.ISBN 9788415017134
- De la Mancomunitat a la República: l'activitat cultural a Vilanova i la Geltrú. Cossetània, Valls,2013. ISBN 8490341648.
- Verticals parterres. La planificació bibliotecària a Catalunya. El Penedès com a exemple. IEP, Sant Sadurní d'Anoia, 2017.

### Publicacions
- Cinc cartes inèdites d'Amadeu Pagès a Víctor Balaguer a la Biblioteca-Museu Balaguer de Vilanova i la Geltrú.[2]

- El Segle romàntic: actes del col·loqui sobre el romanticisme, 2, 3 i 4 de febrer de 1995. (1997)[3]

- Pertinença i procedència d'en Víctor Balaguer[4]

- Víctor Balaguer, el personatge i la Biblioteca[5]

- Surge et Ambula. 125 anys de Biblioteca Museu, amb Mireia Rosich Salvó i Carolina Raventós[6]

## Premis
- Premi Ferran Soldevila de Biografies, Memòries i Estudis Històrics (2010).[7]